# Arcidiocesi di Lanciano-Ortona

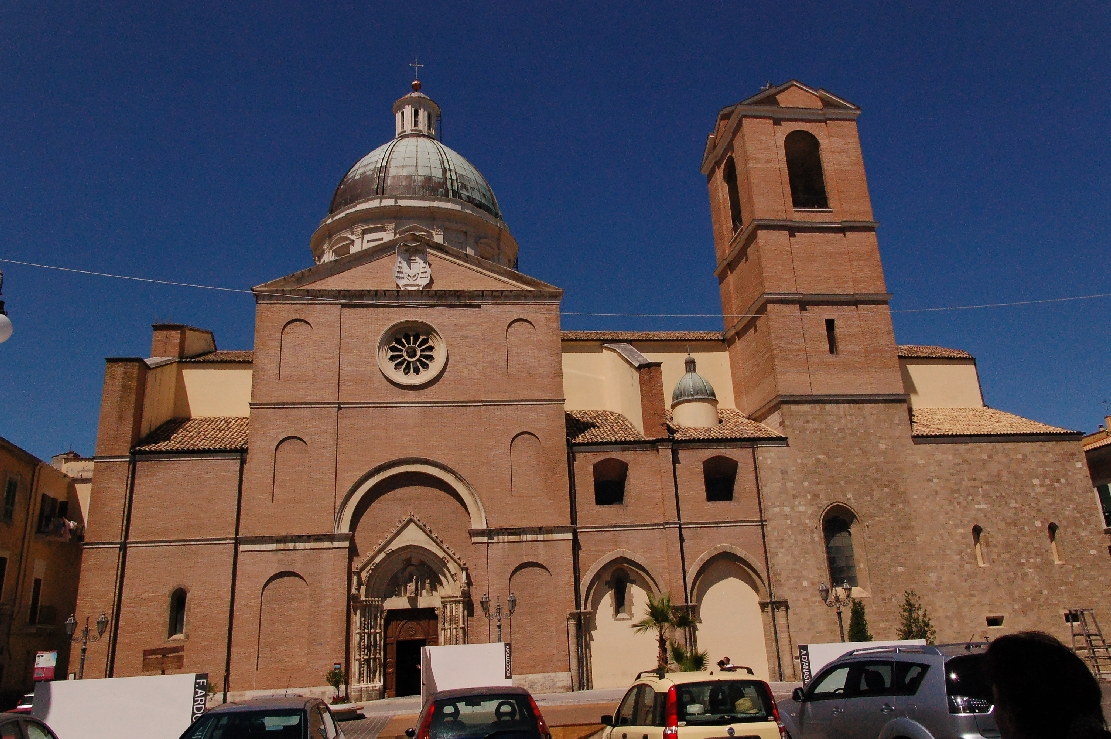
La basilica di San Tommaso Apostolo a Ortona.

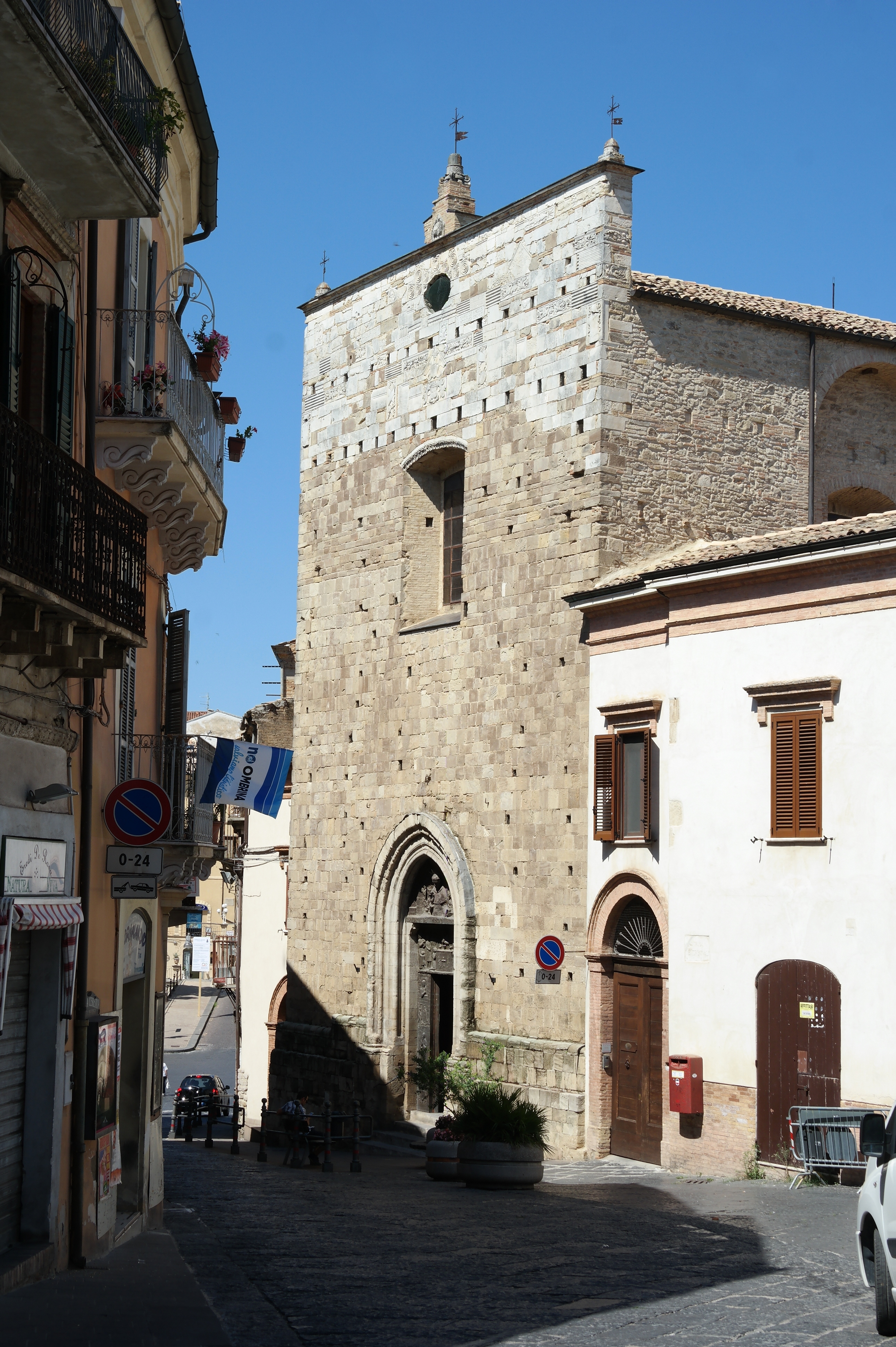
La chiesa di San Francesco, dove sono conservate le reliquie del miracolo eucaristico di Lanciano.

L'arcidiocesi di Lanciano-Ortona (in latino Archidioecesis Lancianensis-Ortonensis) è una sede della Chiesa cattolica in Italia suffraganea dell'arcidiocesi di Chieti-Vasto appartenente alla regione ecclesiastica Abruzzo-Molise. Nel 2023 contava 82.210 battezzati su 83.109 abitanti. È retta dall'arcivescovo Emidio Cipollone.
Ne sono patroni la Vergine (per Lanciano), invocata con il titolo di "Madonna del Ponte" (commemorata il 16 settembre), e l'apostolo Tommaso (per Ortona), di cui si custodiscono le reliquie dal XIII secolo, celebrato la I domenica di maggio (festa del Perdono) e il 3 luglio.

## Territorio
L'arcidiocesi di Lanciano-Ortona occupa la parte centro-orientale della provincia di Chieti e comprende i comuni di Ari, Arielli, Canosa Sannita, Castel Frentano, Crecchio, Frisa, Lanciano, Mozzagrogna, Ortona, Poggiofiorito, San Vito Chietino (in parte), Santa Maria Imbaro, Tollo e Treglio.
Sede arcivescovile è la città di Lanciano, dove si trova la cattedrale della Madonna del Ponte. A Ortona sorge la concattedrale di San Tommaso Apostolo. Tra gli edifici più importanti dell'arcidiocesi è la chiesa di San Francesco, dove sono conservate le reliquie del miracolo eucaristico di Lanciano.
Il territorio si estende su 305,63 km² ed è suddiviso in 42 parrocchie.

## Storia
L'attuale arcidiocesi nasce nel 1986 dall'unione di due precedenti sedi: quella di Ortona, documentata a partire dalla fine del VI secolo e restaurata nel 1570; e la sede di Lanciano, eretta nel 1515.

### Lanciano
Su istanza della cittadinanza lancianese, soprattutto dei notabile e del clero locale, che mal sopportava la sottomissione ecclesiastica a Chieti, già nel 1499 papa Alessandro VI aveva reso indipendente l'arcipretura di Lanciano rendendola immediatamente soggetta alla Santa Sede; essa era retta dall'arciprete di Santa Maria maggiore, che era anche contestualmente vicario generale della diocesi di Chieti.
Tuttavia l'esenzione non fu sufficiente. Così il 27 giugno 1515 papa Leone X eresse la diocesi di Lanciano, ricavandone il territorio dalla diocesi di Chieti; la diocesi, in origine immediatamente soggetta alla Santa Sede, venne resa da papa Clemente VII suffraganea di Chieti quando quest'ultima fu elevata a sede metropolitana il 1º giugno 1526.
La nuova sottomissione ecclesiastica imposta dall'appartenenza alla provincia ecclesiastica di Chieti, suscitò nuove polemiche, dispute e dissidi. Così, su istanza del vescovo Leonardo Marini, il 9 gennaio 1561 papa Pio IV con la bolla Super universas elevò Lanciano alla dignità metropolitana senza suffraganee e la sottrasse alla giurisdizione dell'arcidiocesi teatina.
I vescovi di Lanciano occuparono posti di prim'ordine nel governo della Chiesa o dello Stato Pontificio: Leonardo Marini fu nunzio apostolico presso l'imperatore Carlo V; il cardinale Egidio Canisio fu nunzio e legato pontificio in Spagna, nella repubblica di Venezia e nel regno di Napoli; Mario Bolognini fu governatore di Ancona. Il vescovo Francisco Romero istituì nel 1619 il seminario diocesano, che fu dotato di copiose rendite dai suoi successori Andrea Gervasi e Francesco Antonio Carafa.
«Vanno segnalati tra i vescovi più illustri, il pio Paolo Tasso (1588-1607) morto in concetto di santità; l'illuminato, austero e dotto Antonio Ludovico Antinori (1745-1754), a tutt'oggi il più autorevole storiografo della diocesi e dell'intera regione; il saggio Francesco Maria Petrarca (1872-1895) che a buon diritto può esser considerato il fondatore della biblioteca diocesana per il copioso patrimonio librario lasciato in eredità; il "santo" Pietro Tesauri (1939-1945) morto in estrema povertà, benemerito per la sua attività filantropica e per avere, nell'ottobre 1943, salvato dalla repressione la città insorta contro le angherie naziste.»

### Ortona
La sede vescovile di Ortona è di origini antiche. Tre sono i vescovi noti dell'antichità. Due di essi, Blando e Calunnioso, appaiono nelle lettere di Gregorio Magno della fine del VI secolo. Un altro vescovo, Viatore, partecipò ad un concilio lateranense del 649 indetto da papa Martino I contro il monotelismo. Pietro, che Cappelletti e Gams chiamano Giovanni, è indicato da D'Avino tra i partecipanti al concilio di Altheim del 916 come legato pontificio; in realtà questo vescovo non appartiene alla diocesi di Ortona, ma a quella di Orte.
In seguito della diocesi non si conosce più nulla fino a quando venne restaurata da papa Pio V il 20 ottobre 1570 come suffraganea di Chieti e con territorio smembrato da quello dell'arcidiocesi lancianese.
Fu dichiarata cattedrale della nuova diocesi la basilica di San Tommaso Apostolo. La primitiva chiesa, distrutta dai Normanni nel 1060, venne ricostruita e dedicata il 10 novembre 1127 a Santa Maria degli Angeli. Dal 1258 custodiva le reliquie di san Tommaso apostolo, che divenne ben presto il titolare dell'edificio sacro. Danneggiata più volte, è stata ricostruita dopo i bombardamenti del 1943.
Il 12 maggio 1600 ad Ortona venne unita aeque principaliter la neoeretta diocesi di Campli la quale, benché distante e non contigua a quella ortonese, era, come Ortona, dominio farnesiano in Abruzzo.
Tra i vescovi di Ortona e Campli si ricorda in modo particolare il teatino Giovanni Vespoli-Casanatte (1675-1716), che istituì il seminario diocesano, visitò più volte le due diocesi ed in entrambe celebrò i sinodi diocesani, secondo le direttive del concilio di Trento; a lui si deve inoltre il restauro della cattedrale di Ortona e della sua cupola, danneggiati durante un terremoto. Da segnalare anche il vescovo Domenico de Dominicis (1766-1791), «prelato insigne per santità di costumi e per dottrina», che si impegnò in particolare a favore del seminario e nella ricostruzione del palazzo vescovile.
In seguito al concordato del 1818 tra papa Pio VII e Ferdinando I delle Due Sicilie, in forza della bolla De utiliori del 27 giugno 1818 le diocesi di Ortona e di Campli furono soppresse per deficienza di rendite: Campli e il suo distretto vennero accorpate alla diocesi di Teramo, mentre Ortona fu annessa a Lanciano.

### Lanciano-Ortona

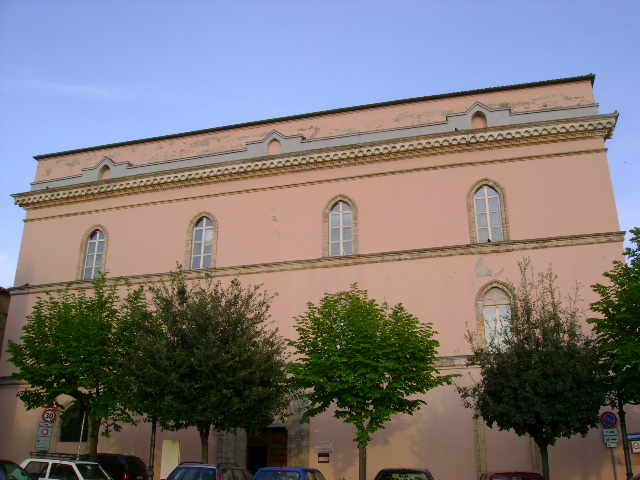
Il palazzo arcivescovile di Lanciano, sede del museo diocesano, della biblioteca e dell'archivio storico diocesano.

La diocesi di Ortona venne nuovamente ripristinata il 19 febbraio 1834 con la bolla Ecclesiarum omnium di papa Gregorio XVI e affidata, in regime di amministrazione perpetua, all'arcivescovo di Lanciano. La bolla inoltre assegnava alla diocesi il territorio che già le apparteneva prima della soppressione del 1818, ossia i comuni di Ortona, Caldari, Canosa, Crecchio, Tollo e Treglio.
L'amministrazione ebbe termine il 24 novembre 1945 quando la Santa Sede stabilì l'unione delle due diocesi; Gioacchino Di Leo è stato il primo prelato a portare il doppio titolo di "arcivescovo di Lanciano e vescovo di Ortona".
Il 31 luglio 1950, con la lettera apostolica Caelorum Reginae, papa Pio XII proclamò la Beata Maria Vergine dei Miracoli, venerata nel santuario di Casalbordino nella diocesi di Vasto, patrona principale della diocesi di Ortona.
Nel 1956, a motivo della non contiguità con il resto del territorio diocesano, il comune di Treglio fu ceduto dalla diocesi di Ortona a quella di Lanciano.
Con la bolla Fructuosae ecclesiae del 2 marzo 1982 Lanciano perse la dignità metropolitica, pur mantenendo il titolo di arcidiocesi, e assieme alla diocesi di Ortona divennero suffraganee dell'arcidiocesi di Chieti.
Il 30 settembre 1986, con il riordinamento delle circoscrizioni ecclesiastiche italiane, la Congregazione per i Vescovi, in forza del decreto Instantibus votis, ha dichiarato la plena unione delle Chiese di Lanciano e di Ortona e la diocesi ha assunto la denominazione corrente di "arcidiocesi di Lanciano-Ortona".

## Istituzioni culturali diocesane
L'arcidiocesi è dotata di due musei diocesani. Il Museo diocesano di Ortona fu aperto al pubblico nel 1970 come museo della basilica di San Tommaso; ristrutturato, è stato riaperto nel 2003 come museo diocesano ortonese con sede presso la concattedrale di San Tommaso. Il museo di Lanciano è stato inaugurato nel 2002 nei locali dell'ex seminario diocesano, oggi palazzo arcivescovile, ed è uno dei più importanti musei d'arte sacra della regione, con opere che vanno dal XIII al XX secolo.
Altra importante istituzione culturale dell'arcidiocesi è l'archivio storico della curia arcivescovile di Lanciano, con sede nel palazzo arcivescovile. Esso conserva documenti, di varia provenienza, che vanno dall'istituzione della diocesi nel 1515 al 1970, e un fondo di pergamene, la più antica delle quali è del 1269.
Di proprietà ecclesiastica sono pure le due biblioteche diocesane aperte al pubblico, quella di Ortona, istituita nel 1941, e quella di Lanciano, istituita nel 1987

## Cronotassi
Si omettono i periodi di sede vacante non superiori ai 2 anni o non storicamente accertati.

### Vescovi e arcivescovi di Lanciano
- Angelo Maccafani † (27 giugno 1515 - 1º dicembre 1517 deceduto)
  - Sede vacante
  - Egidio da Viterbo, O.E.S.A. † (10 aprile 1532 - 12 novembre 1532 deceduto) (amministratore apostolico)
- Michele Fortini, O.P. † (26 febbraio 1533 o 1535[19] - 15 febbraio 1539 deceduto)
- Juan Salazar Fernández † (30 aprile 1540 - 12 settembre 1555 deceduto)
- Pompeo Piccolomini † (12 giugno 1556 - 26 gennaio 1560 nominato vescovo di Tropea)
- Leonardo Marini, O.P. † (26 gennaio 1560 - 7 ottobre 1566 nominato arcivescovo, titolo personale, di Alba)
- Ettore Piscicelli † (13 ottobre 1568 - 23 settembre 1569 deceduto)
- Antonio Gaspar Rodríguez, O.F.M. † (20 ottobre 1570 - 1º novembre 1578 deceduto)
- Mario Bolognini † (3 luglio 1579 - 3 ottobre 1588 nominato arcivescovo, titolo personale, di Crotone)
- Paolo Tasso † (17 ottobre 1588 - 2 settembre 1607 deceduto)
  - Sede vacante (1607-1610)
- Lorenzo Mongiò di Galatina, O.F.M. † (27 gennaio 1610 - 20 novembre 1617 nominato arcivescovo, titolo personale, di Pozzuoli)
- Francisco Romero, O.Carm. † (14 maggio 1618 - 11 gennaio 1621 nominato arcivescovo, titolo personale, di Vigevano)
- Andrea Gervasi † (24 giugno 1622 - 9 agosto 1668 deceduto)
- Alfonso Álvarez Barba Ossorio, O.C.D. † (9 settembre 1669 - 29 maggio 1673 nominato arcivescovo di Brindisi)
- Francesco Antonio Carafa, C.R. † (27 maggio 1675 - 24 novembre 1687 nominato arcivescovo, titolo personale, di Catania)
- Manuel de la Torre y Gutiérrez, O. de M. † (9 agosto 1688 - 21 luglio 1694 deceduto)
- Giovanni Monreale † (4 luglio 1695 - 21 maggio 1696 nominato arcivescovo di Reggio Calabria)
- Barnaba De Castro, O.E.S.A. † (25 febbraio 1697 - 15 dicembre 1700 nominato arcivescovo di Brindisi)
- Giovanni Uva, O.F.M. † (18 aprile 1701 - gennaio 1717 deceduto)
- Antonio Paternò † (8 febbraio 1719 - 1730 deceduto)
- Arcangelo Maria Ciccarelli, O.P. † (30 aprile 1731 - 19 dicembre 1738 nominato arcivescovo, titolo personale, di Ugento)
- Domenico De Pace † (26 gennaio 1739 - marzo 1745 deceduto)
- Anton Ludovico Antinori, C.O. † (21 giugno 1745 - 22 aprile 1754 nominato arcivescovo di Acerenza e Matera)
- Giacomo Leto † (20 maggio 1754 - 5 febbraio 1769 deceduto)
- Domenico Gervasoni † (20 novembre 1769 - novembre 1784 deceduto)
- Francesco Saverio De Vivo † (18 dicembre 1786 - 27 febbraio 1792 nominato arcivescovo, titolo personale, di Nusco)
- Francesco Amoroso † (27 febbraio 1792 - 8 luglio 1807 deceduto)
  - Sede vacante (1807-1818)
- Francesco Maria De Luca † (6 aprile 1818 - 19 febbraio 1834 nominato arcivescovo di Lanciano e amministratore perpetuo di Ortona)

### Vescovi di Ortona (di Ortona e Campli dal 1600)
- Blando † (prima del 591 - prima di agosto 594 deceduto)
- Calunnioso † (dopo agosto 594 - dopo luglio 599)
- Viatore † (menzionato nel 649)[20]
  - Sede soppressa
- Giandomenico Rebiba † (8 novembre 1570 - 11 dicembre 1595 nominato vescovo di Catania)
- Alessandro Boccabarile † (15 gennaio 1596 - 31 ottobre 1623 deceduto)
- Antimo Degli Atti † (1º luglio 1624 - 1º ottobre 1640 deceduto)
- Francesco Antonio Biondi, O.F.M.Conv. † (3 dicembre 1640 - 21 dicembre 1643 deceduto)
- Alessandro Crescenzi, C.R.S. † (13 giugno 1644 - 26 agosto 1652 nominato vescovo di Bitonto)
- Carlo Bonafaccia † (3 febbraio 1653 - 27 maggio 1675 nominato vescovo di Terni)
- Giovanni Vespoli-Casanatte, C.R. † (27 maggio 1675 - 13 agosto 1716 deceduto)
- Giuseppe Falconi † (20 dicembre 1717 - 16 marzo 1730 deceduto)
- Giovanni Romano † (11 settembre 1730 - 26 settembre 1735 nominato vescovo di Catanzaro)
- Marcantonio Amalfitani † (26 settembre 1735 - 11 novembre 1765 deceduto)
- Domenico de Dominicis † (27 gennaio 1766 - 8 marzo 1791 deceduto)
- Antonio Cresi † (26 marzo 1792 - 22 settembre 1804 deceduto)
  - Sede vacante (1804-1818)
  - Sede soppressa (1818-1834)

### Arcivescovi di Lanciano e amministratori apostolici di Ortona
- Francesco Maria De Luca † (19 febbraio 1834 - 13 gennaio 1839 deceduto)
- Ludovico Rizzuti † (23 dicembre 1839 - 4 agosto 1848 deceduto)
- Giacomo De Vincentiis † (22 dicembre 1848 - 5 maggio 1866 deceduto)
  - Sede vacante (1866-1872)
- Francesco Maria Petrarca † (23 febbraio 1872 - 26 dicembre 1895 deceduto)
- Angelo Della Cioppa † (22 giugno 1896 - 29 gennaio 1917 deceduto)
- Nicola Piccirilli † (25 aprile 1918 - 4 marzo 1939 deceduto)
- Pietro Tesauri † (25 maggio 1939 - 25 agosto 1945 deceduto)

### Arcivescovi di Lanciano e vescovi di Ortona
- Gioacchino Di Leo † (18 febbraio 1946 - 5 luglio 1950 nominato arcivescovo, titolo personale, di Mazara del Vallo)
- Benigno Luciano Migliorini, O.F.M. † (13 marzo 1951 - 1º luglio 1962 deceduto)
- Pacifico Maria Luigi Perantoni, O.F.M. † (21 agosto 1962 - 14 agosto 1974 ritirato)
- Leopoldo Teofili † (14 agosto 1974 - 22 dicembre 1981 deceduto)
- Enzio d'Antonio † (13 maggio 1982 - 30 settembre 1986 nominato arcivescovo di Lanciano-Ortona)

### Arcivescovi di Lanciano-Ortona
- Enzio d'Antonio † (30 settembre 1986 - 25 novembre 2000 ritirato)
- Carlo Ghidelli (25 novembre 2000 - 11 ottobre 2010 ritirato)
- Emidio Cipollone, dall'11 ottobre 2010

## Comunità religiose
Le comunità religiose presenti nell'arcidiocesi, al 2017, sono le seguenti:
Comunità religiose maschili
- Congregazione missionaria dei Servi del Figlio di Dio (Ortona)
- Fraternità missionaria di Maria (Ortona)
- Ordine dei frati minori conventuali (Lanciano)
- Ordine dei frati minori (Lanciano)
- Missionari del Santissimo Sacramento (Ortona)
- Società salesiana di San Giovanni Bosco (Ortona)
- Società missionaria di San Tommaso apostolo (Ortona)

Comunità religiose femminili
- Figlie del Cuore di Gesù (Ortona)
- Suore francescane missionarie di Gesù Bambino (Lanciano)
- Istituto Sacra Famiglia (Lanciano)
- Istituto San Tommaso (Ortona)
- Suore francescane missionarie del Sacro Cuore (Tollo)
- Suore maestre di Santa Dorotea (Guastameroli)
- Missionarie di Cristo (Lanciano)
- Missionarie dei Sacri Cuori di Gesù e Maria (Lanciano)
- Piccole operaie del Sacro Cuore (Lanciano)

## Statistiche
L'arcidiocesi nel 2023 su una popolazione di 83.109 persone contava 82.210 battezzati, corrispondenti al 98,9% del totale.
| anno | popolazione | popolazione | popolazione | presbiteri | presbiteri | presbiteri | presbiteri                | diaconi | religiosi | religiosi | parrocchie |
| anno | battezzati  | totale      | %           | numero     | secolari   | regolari   | battezzati per presbitero | diaconi | uomini    | donne     | parrocchie |
| ---- | ----------- | ----------- | ----------- | ---------- | ---------- | ---------- | ------------------------- | ------- | --------- | --------- | ---------- |
| 1949 | 190.925     | 192.344     | 99,3        | 221        | 121        | 100        | 863                       |         | 150       | 214       | 37         |
| 1969 | 85.771      | 85.851      | 99,9        | 100        | 64         | 36         | 857                       |         | 50        | 163       | 36         |
| 1980 | 77.530      | 77.914      | 99,5        | 87         | 52         | 35         | 891                       |         | 47        | 115       | 40         |
| 1990 | 87.555      | 88.027      | 99,5        | 70         | 42         | 28         | 1.250                     |         | 35        | 95        | 41         |
| 1999 | 89.527      | 89.884      | 99,6        | 77         | 46         | 31         | 1.162                     | 2       | 37        | 97        | 42         |
| 2000 | 89.334      | 90.254      | 99,0        | 71         | 38         | 33         | 1.258                     | 2       | 41        | 100       | 42         |
| 2001 | 89.748      | 90.468      | 99,2        | 75         | 37         | 38         | 1.196                     | 2       | 41        | 99        | 42         |
| 2002 | 89.904      | 90.604      | 99,2        | 73         | 36         | 37         | 1.231                     | 3       | 40        | 97        | 42         |
| 2003 | 90.054      | 90.704      | 99,3        | 66         | 37         | 29         | 1.364                     | 3       | 31        | 95        | 42         |
| 2004 | 90.205      | 90.855      | 99,3        | 70         | 37         | 33         | 1.288                     | 3       | 36        | 91        | 42         |
| 2013 | 89.303      | 94.875      | 94,1        | 82         | 46         | 36         | 1.089                     | 9       | 36        | 95        | 42         |
| 2016 | 89.200      | 95.700      | 93,2        | 69         | 48         | 21         | 1.292                     | 8       | 21        | 94        | 43         |
| 2019 | 83.780      | 87.891      | 95,3        | 72         | 45         | 27         | 1.163                     | 8       | 29        | 95        | 42         |
| 2021 | 82.780      | 86.840      | 95,3        | 72         | 45         | 27         | 1.149                     | 8       | 29        | 95        | 42         |
| 2023 | 82.210      | 83.109      | 98,9        | 74         | 46         | 28         | 1.110                     | 10      | 31        | 21        | 42         |

### Per la sede di Lanciano
- (LA) Ferdinando Ughelli, Italia sacra, vol. VI, seconda edizione, Venezia, 1720,  coll. 786–794.
- Vincenzio d'Avino, Cenni storici sulle chiese arcivescovili, vescovili e prelatizie (nullius) del Regno delle Due Sicilie, Napoli, 1848,  pp. 287-290.
- Giuseppe Cappelletti, Le Chiese d'Italia dalla loro origine sino ai nostri giorni, vol. XXI, Venezia, 1870,  pp. 87-90.
- (LA)  Pius Bonifacius Gams,  Series episcoporum Ecclesiae Catholicae, Graz, 1957, p. 888
- (LA)  Konrad Eubel, Hierarchia Catholica Medii Aevi, vol. 3, p. 218; vol. 4, p. 214; vol. 5, p. 235; vol. 6, p. 251.

### Per la sede di Ortona
- (LA) Ferdinando Ughelli, Italia sacra, vol. VI, seconda edizione, Venezia, 1720,  coll. 772–785.
- Vincenzio d'Avino, Cenni storici sulle chiese arcivescovili, vescovili e prelatizie (nullius) del Regno delle Due Sicilie, Napoli, 1848,  pp. 290-291.
- (EN) La diocesi di Ortona e Campli, su Catholic Hierarchy.
- Giuseppe Cappelletti, Le Chiese d'Italia dalla loro origine sino ai nostri giorni, vol. XXI, Venezia, 1870,  pp. 91-94.
- Francesco Lanzoni, Le diocesi d'Italia dalle origini al principio del secolo VII (an. 604), vol. I, Faenza, 1927,  p. 377.
- (LA) Paul Fridolin Kehr, Italia Pontificia, vol. IV, Berolini, 1909,  pp. 276-277 (archiviato dall'url originale il 6 marzo 2016).
- (LA) Pius Bonifacius Gams, Series episcoporum Ecclesiae Catholicae, Graz, 1957,  p. 910.
- (LA)  Konrad Eubel, Hierarchia Catholica Medii Aevi, vol. 3, p. 263; vol. 4, p. 266; vol. 5, p. 298; vol. 6, p. 320.